# ادونا کاستراتی
ادونا کاستراتی (انگلیسی: Edona Kastrati؛ زادهٔ ۱۲ اوت ۱۹۹۹) بازیکن فوتبال اهل ایتالیا است.
وی همچنین در تیم ملی فوتبال Kosovo بازی کرده‌است.